# برج سنگی جنوبی روستای گذرخانی
برج سنگی جنوبی روستای گذرخانی مربوط به سدهٔ ۵ و ۶ ه‍.ق است و در شهرستان فیروز کوه، بخش ارجمند، روستای گذرخانی واقع شده و این اثر در تاریخ ۷ مهر ۱۳۸۱ با شمارهٔ ثبت ۶۳۴۸ به‌عنوان یکی از آثار ملی ایران به ثبت رسیده است.